# Океан (футбольный клуб, Владивосток)
«Океан» — советский футбольный клуб из Владивостока. Основан не позднее 1966 года.
В 1966—1968 годах участвовал в первенстве СССР — в классе «Б».

## Достижения
- 3-е место в зоне РСФСР класса «Б» (1966).
- Финал зонального турнира кубка СССР 1967/68.